# Ulmeritus balteatus
Ulmeritus balteatus is een haft uit de familie Leptophlebiidae. De wetenschappelijke naam van de soort is voor het eerst geldig gepubliceerd in 1956 door Thew.
De soort komt voor in het Neotropisch gebied.